# إلفيس مارتينيز
إلفيس مارتينيز (بالإسبانية: Elvis Martínez) (4 أكتوبر 1970 بماردة في فنزويلا - ) هو مدرب كرة قدم ولاعب كرة قدم فنزويلي في مركز الدفاع. شارك مع منتخب فنزويلا لكرة القدم. أما مع النوادي، فقد لعب مع ديبورتيفو تاشيرا وسلتا فيغو ب ونادي كاراكاس وديبورتيفو لارا وأتلتيكو ماراكايبو ‏ وإستوديانتس دي ماردة ‏.

## وصلات خارجية
- إلفيس مارتينيز على موقع الاتحاد الدولي (مؤرشف)  (الإنجليزية)
- إلفيس مارتينيز على موقع قاعدة بيانات كرة القدم.إي يو (الإنجليزية)
- إلفيس مارتينيز على موقع ناشيونال فوتبول تيمز (الإنجليزية)